# NGC 3558
NGC 3558 este o liner situată în constelația Ursa Mare. A fost descoperită în 15 aprilie 1866 de către Heinrich Louis d'Arrest.